# Wunnenstein
Der Wunnenstein ist ein 393,6 m ü. NHN hoher Berg im Landkreis Ludwigsburg.

## Geographie
Der Wunnenstein liegt auf dem Gebiet der Stadt Großbottwar, einen Kilometer nordöstlich des Stadtteils Winzerhausen. Anderthalb Kilometer nördlich liegt der Ilsfelder Ortsteil Abstetterhof, etwa drei Kilometer östlich die Orte Beilstein und Oberstenfeld im Bottwartal.
Die genannten Orte liegen auf etwa 250 m ü. NN und werden vom Wunnenstein deutlich überragt. Der Wunnenstein ist damit eine Landmarke, die von vielen Punkten im Raum zwischen Stuttgart und Heilbronn aus zu sehen ist. Er markiert weithin sichtbar eine landschaftliche und verwaltungstechnische Grenze: südlich des Bergs erstreckt sich der Landkreis Ludwigsburg, im Neckarbecken gelegen, nördlich vom Berg das Unterland mit dem Landkreis Heilbronn. Die Kreisgrenze befindet sich knapp nördlich des Wunnensteins.
Im Osten schließen sich mit Forstberg (376 m) und Köchersberg (323 m) zwei kleinere Berge an. Alle drei Erhebungen sind Zeugenberge des Keuperberglands, das sich in Form der Löwensteiner Berge östlich des Bottwartals erhebt. Auf der flachen Bergkuppe hat sich eine schützende Decke aus Kieselsandstein erhalten; sie ist ebenso wie die nördlichen Hänge bewaldet. Im Gegensatz dazu wird auf den Gipskeuper-Flächen der Südseite Wein angebaut.

## Geschichte
Aufgrund seiner dominanten Stellung war der Wunnenstein schon frühzeitig besiedelt. Lesefunde typischer Steinartefakte deuten auf eine Nutzung als Lagerplatz nacheiszeitlicher Jäger- und Sammlergruppen bereits in der Mittelsteinzeit hin. Vom Plateau, auf dem der heutige Aussichtsturm steht, sind auch Funde aus der Urnenfelderzeit bekannt. Am Rande der Bergkuppe sind mögliche Reste einer keltischen Höhenbefestigung erhalten, und zwei Kilometer westlich des Gipfels sind im Wald links und rechts der A 81 mehrere keltische Grabhügel (u. a. der sogenannte „Katzenbuckel“) zu finden. Von der Bergkuppe des Wunnensteins sind aus römischer Zeit Scherben- und Ziegelfunde bekannt, die die Existenz eines keltisch-römischen Tempels vermuten lassen. Seit 2020 wird der Wunnenstein und sein unmittelbares Umfeld wieder archäologisch erforscht.
Nach der Eroberung des Landes durch die Franken wurde im Rahmen der christlichen Missionierung, vermutlich im 8. oder 9. Jahrhundert, eine St. Michaelskirche auf dem Berg erbaut. Der Bau der Kirche geht vermutlich auf den fränkischen Königshof im nahen Ilsfeld zurück, dessen Eigenkirche mit der Michaelskirche eine gemeinsame Pfarrei bildete. Das Gotteshaus diente als Wallfahrtskirche und Pfarrkirche der unterhalb des Bergs gelegenen Gemeinde Winzerhausen. Durch die Reformation in Württemberg verlor die Kirche ihre Funktion als Wallfahrtsort. Daraufhin erhielt Winzerhausen 1556 eine eigene Kirche innerhalb des Orts, und auf Befehl Herzog Christophs wurde die Kirche auf dem Berg abgerissen. Nur der Turm blieb stehen, da die Fläche vor der Kirche noch bis ins 18. Jahrhundert als Friedhof der Gemeinde benutzt und die in ihm befindliche Glocke für das Totengeläut gebraucht wurde. Nach Aufgabe des Friedhofs verfiel der Turm. Um die Glocke, genannt „Anna Susanna“, rankt sich eine Sage, der zufolge ihr Klang die Bewohner der Umgebung bei Unwettern vor Unheil bewahrte. Als die Heilbronner sie deshalb für ihre Kilianskirche gekauft haben sollen, weigerte sie sich zu schlagen und wurde wieder zurückgebracht.
Auf dem östlichen Teil des Gipfelplateaus stand im Mittelalter die Burg Wunnenstein. Diese wurde wohl spätestens im 13. Jahrhundert gebaut und verfiel Anfang des 15. Jahrhunderts wieder. Deutlich sichtbar ist noch immer der Halsgraben, der das Gipfelplateau teilt. Die dort sitzenden bzw. sich nach der Burg nennenden Herren von Wunnenstein waren vermutlich Stammverwandte des Ilsfelder Ortsadels. Bekanntestes Mitglied der Familie war Wolf von Wunnenstein, genannt der „Gleißende Wolf“, der aber selbst nie auf dem Wunnenstein wohnte.

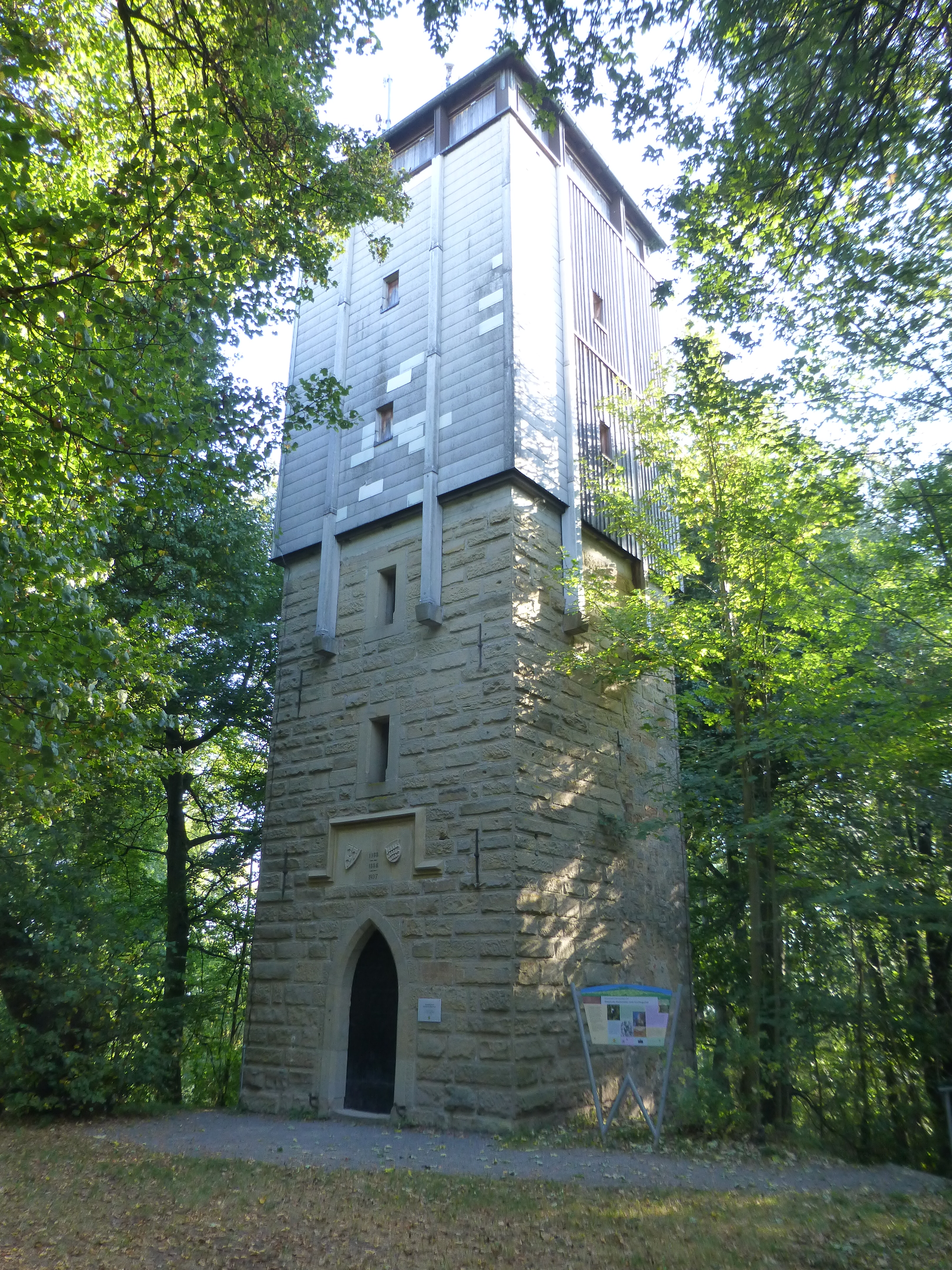
Aussichtsturm auf dem Wunnenstein (2016)

Beim Ausbruch des Bauernkriegs im Jahr 1525 fand auf dem Wunnenstein ein Treffen der Aufständischen statt. Am Ostersonntag zogen zweihundert Bürger der Stadt Großbottwar auf den nahegelegenen Berg und wählten aus ihren Reihen den Wirt Matern Feuerbacher zu ihrem Anführer. Der Bauernhaufen vergrößerte sich durch Zulauf aus anderen Gegenden auf über 8.000 Mann und zog anschließend gen Stuttgart, bevor er in der Schlacht bei Böblingen vernichtet wurde.

## Wunnensteinturm
Im 19. Jahrhundert wurde der Wunnenstein zu einem Brennpunkt patriotischer Begeisterung in Württemberg. Auslöser waren nicht zuletzt Gedichte Ludwig Uhlands, in denen die Taten des „Gleißenden Wolfs“ verherrlicht wurden. Der Berg wurde zu einem beliebten Ausflugsziel, so dass bereits 1819 ein Wunnensteinführer erschien. 1847 wurde eine erste Aussichtsplattform auf dem Berg errichtet. 1887 wurde bei einer Spendenaktion anlässlich des 100. Geburtstags von Ludwig Uhland Geld für einen steinernen Aussichtsturm aufgetrieben, der dann 1888 zum 500. Jahrestag der Schlacht bei Döffingen eingeweiht wurde. Dieser heute 22 m hohe Turm wurde auf dem Fundament des verfallenen Kirchturms errichtet. Bei seinem Bau wurden mittelalterliche Quadersteine verwendet, die vermutlich aus den Überresten der Burg oder der Kirche stammen. 1937 wurde der Aussichtsturm mittels einer Holzkonstruktion erhöht und bekam eine neue Glocke.

## Heutige Nutzung und Naturschutz

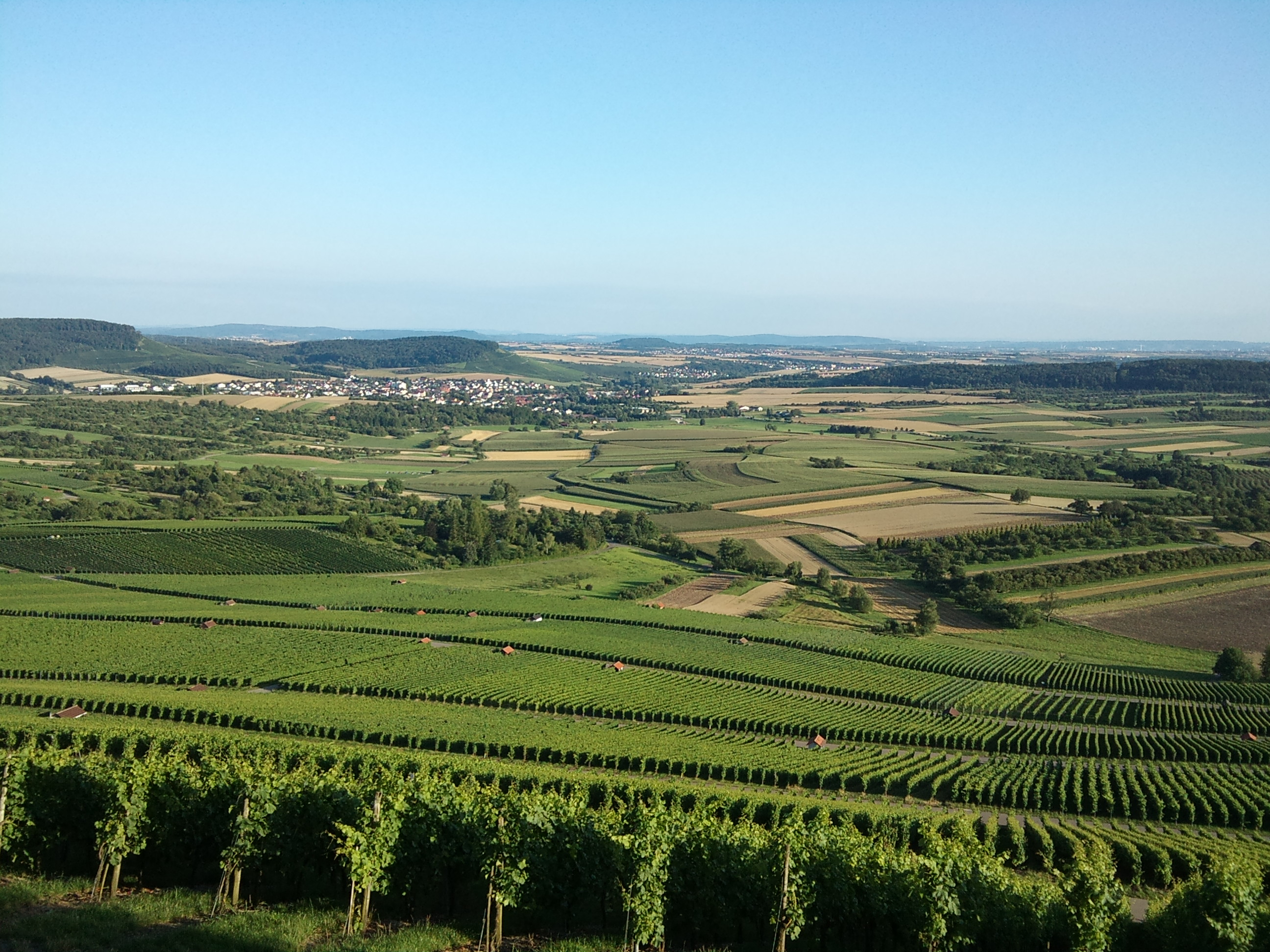
Blick vom Wunnenstein (Berggaststätte) Richtung Süden. Im Hintergrund ist Großbottwar zu sehen.

Regional bekannt ist der Wunnenstein vor allem durch die beiden Gebäude, die sich heute auf dem Berg befinden, der Aussichtsturm und die etwas unterhalb davon gelegene Berggaststätte. Letztere ist samt Parkplatz durch einen Abzweig von der Kreisstraße zu erreichen, die zwischen Winzerhausen und Abstetterhof über den Sattel am Westrand des Bergs führt.
Vom Aussichtsturm aus reicht der Blick nach Süden und Westen hin über den gesamten Landkreis Ludwigsburg und nach Stuttgart, bei gutem Wetter bis zum Schwarzwald und zur Schwäbischen Alb. Im Norden ist der Landkreis Heilbronn im Blickfeld, zeitweise auch die Berge des Odenwalds. Im Osten ist die Aussicht durch die nahen Löwensteiner Berge begrenzt. Der Schlüssel zum Aussichtsturm wird in der Berggaststätte verwahrt, zur Aussichtsplattform führen 84 Stufen.
Während die Bergkuppe und die nördlichen Hänge von Mischwald bedeckt sind, ist der gesamte Südhang Weinanbaugebiet. Nach dem Wunnenstein ist die Großlage im Weinbau-Bereich Württembergisch Unterland benannt, zu der alle Lagen im Bereich des Bottwartals gehören. Auf dem Berg selbst informiert ein 3 km langer Weinlehrpfad über viele Themen im Weinbau, u. a. die verschiedenen Rebsorten, die Herstellungsprozesse und die Geschichte des Weinbaus.
Das Gebiet rund um den Wunnenstein und die benachbarten Erhebungen wurde 1989 großflächig unter Landschaftsschutz gestellt. Das Landschaftsschutzgebiet Wunnenstein, Forstberg und Köchersberg umfasst rund 544,9 ha.
Die A 81 passiert den Berg in nur knapp 2 km Entfernung. Eine Autobahnraststätte bei Abstetterhof wurde auf den Namen Wunnenstein getauft.